# Ḩoseynābād-e Derakhtī
Ḩoseynābād-e Derakhtī (persiska: حسین آباد درختی) är en ort i Iran.   Den ligger i provinsen Kerman, i den sydöstra delen av landet, 1 000 km sydost om huvudstaden Teheran. Ḩoseynābād-e Derakhtī ligger 757 meter över havet och antalet invånare är 321.
Terrängen runt Ḩoseynābād-e Derakhtī är platt, och sluttar brant österut.Runt Ḩoseynābād-e Derakhtī är det glesbefolkat, med 14 invånare per kvadratkilometer. Närmaste större samhälle är Fahraj, 18,1 km öster om Ḩoseynābād-e Derakhtī. Trakten runt Ḩoseynābād-e Derakhtī är ofruktbar med lite eller ingen växtlighet.